# 腦垂腺柄
腦垂腺柄（pituitary stalk、infundibular stalk、Fenderson's funnel、infundibulum）是下丘腦和腦垂腺後葉之間的連接部分。第三腦室底部因向下延伸而形成漏斗狀的凹陷部分，進入到垂體頂點附著的漏斗部。它會穿過軸突的硬腦膜，因為它攜帶的軸突從下丘腦的巨型細胞神經分泌細胞向下延伸至腦垂腺後葉，並且在此處將神經下垂體激素、催產素和抗利尿激素釋放到血液中。這種連接稱為下丘腦-垂體通道（hypothalamo-hypophyseal tract）或下丘腦-神經垂體通道（hypothalamo-neurohypophyseal tract）。
腦垂腺柄的損傷會阻止抗利尿激素的釋放，從而導致多渴症和多尿症。有研究指出，在腦垂腺柄損傷後，軸突並不能突破鞍膈進入垂體後葉，而損毀端的赫令體可形成新的神經葉樣結構，但此結構並不能完全代償損傷後下降的AVP釋放能力。這可能受限於伸長細胞對正中隆突神經-血管的連接的屏障作用。腦垂腺柄阻斷綜合徵是指由於垂腺柄明顯變細或阻斷，而引起垂體功能減弱的臨床系列症候群，其往往併發垂體結構異常，例如垂體前葉發育不良、垂體後葉缺失或異位等，可引致垂體激素缺乏。